# Leptogorgia gruveli
Leptogorgia gruveli is een zachte koraalsoort uit de familie Gorgoniidae. De koraalsoort komt uit het geslacht Leptogorgia. Leptogorgia gruveli werd in 1936 voor het eerst wetenschappelijk beschreven door Stiasny. 